# Aris FC
O Aris FC (em grego: Αθλητικός Σύλλογος Αρης), conhecido em português como Aris de Salônica, é um clube multiesportivo grego, fundado em 1914, na cidade de Salônica. O seu estádio é o Kleanthis Vikelidis, que tem capacidade para 22.800 espectadores.

## História
O clube foi fundado em 25 de março de 1914 por um grupo de 22 jovens amigos em uma cafeteria em Salônica, perto do bairro de Votsi. O nome escolhido faz referência ao deus da guerra "Ares". O nome foi inspirado pela duas Guerras dos Balcãs de 1912–1913, enquanto a Grécia lutava contra o Império Otomano, antes de engajar em uma guerra com a Bulgária. Na mitologia grega, Ares era uma deidade em conflito com Hércules, deus que dá nome a outro clube rival do Aris, o Iraklis de Salônica, de 1908. Atualmente, a grande rivalidade do Aris é contra o PAOK. No começo do clube, foi sediado perto do Arco de Galério, mas depois da ascensão de clubes de ligas inferiores em 1919 e 1921, se mudou se para a Rua Flemming, no leste da cidade.
Em pesquisas, o Aris geralmente é apontado como dono da 5ª maior torcida da Grécia, atrás de AEK, PAOK, Panathinaikos e Olympiacos.

## Títulos no futebol

#### Títulos internacionais
- Copa da Grande Grécia [a] (1): 1971

#### Títulos nacionais
- Campeonato Grego de Futebol (3): 1927–28, 1931–32 e 1945–46
- Copa da Grécia (1): 1969-70
- Campeonato Grego da 2ª divisão (1): 1997-98
- Campeonato Grego da 3ª divisão (1): 2015-16

#### Títulos regionais
- Campeonato de Salônica (13): 1923, 1924, 1926, 1928, 1929, 1930, 1931, 1934, 1938, 1946, 1949, 1953, 1959

## Títulos no basquete

### Competições Nacionais

#### Liga Grega
Campeão (10): 1929–30, 1978–79, 1982–83, 1984–85, 1985–86, 1986–87, 1987–88, 1988–89, 1989–90, 1990–91

#### Copa da Grécia
Finalista (7): 1958, 1959, 1965, 1966, 1976, 1982, 1984

#### Copa da Grécia de Basquete
Campeão (8): 1984–85, 1986–87, 1987–88, 1988–89, 1989–90, 1991–92, 1997–98, 2003-04
Finalista (5): 1983–84, 1992–93, 2002–03, 2004–05, 2013–14

### Competições Europeias

#### Euroliga
3º colocado: 1988-89
Final Four (3): 1988, 1989, 1990

#### Recopa Europeia da Copa Saporta
Campeão (1): 1992–93

#### Copa Korać
Campeão (1): 1996–97

#### Eurocup
Finalista (1): 2005–06

#### Eurocup Challenge
Campeão (1): 2002–03